# Le Pradal
Le Pradal là một xã thuộc tỉnh Hérault trong vùng Occitanie phía nam nước Pháp. Xã này nằm ở khu vực có độ cao trung bình 272 mét trên mực nước biển. Dân số thời điểm năm 1999 là 191 người.